# Telex (banda)

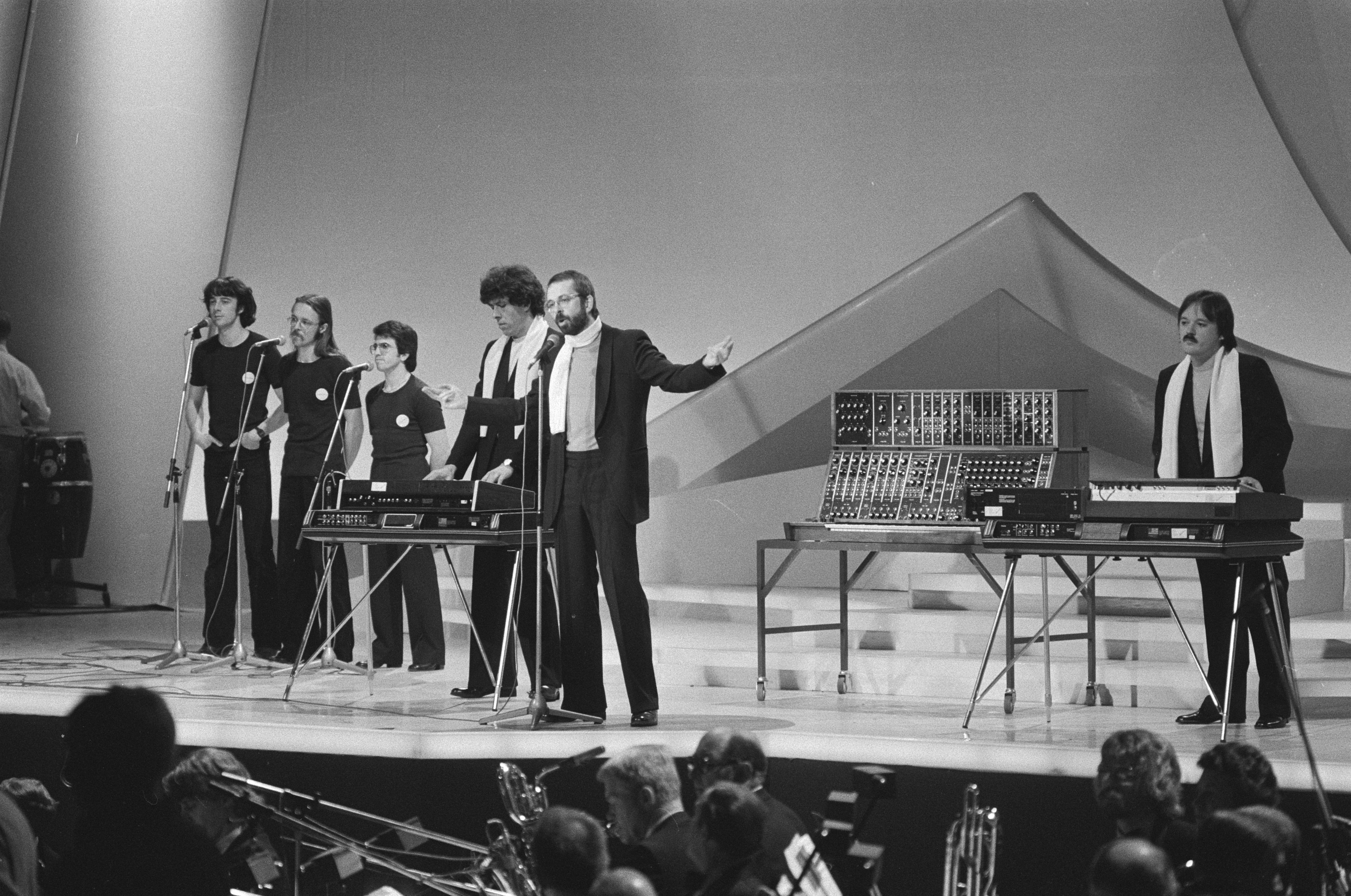
Telex 1980

Telex é uma banda belga de música electrónica. A banda representou a Bélgica no Festival Eurovisão da Canção 1980  com a canção Euro-Vision que terminou em 17º lugar, com 14 pontos. O grupo é constituído  por Michel Moers, Dan Lacksman e Marc Moulin e foi formado em 1978.

## Discografia
- Looking For St. Tropez 1978
- Neurovision 1980
- Sex 1981
- Wonderful World 1984
- Looney Tunes 1986
- Les Rhythmes Automatiques 1989
- Belgium...One Point 1993
- I Don't Like Music 1998 (uma compilação)
- I Don't Like Remixes 1998
- How Do You Dance? 2006
- Ultimate Best Of 2009